# Жутаутас, Дарюс
Дарюс Жутаутас (лит. Darius Žutautas; 30 сентября 1978, Гаргждай, Литовская ССР, СССР) — литовский футболист, защитник. Старший брат Гедрюс также футболист.

## Биография
Карьеру начал в 1995 году, выступал за литовские клубы «Банга» Гаргждай, «Панерис» Вильнюс, «Жальгирис» Вильнюс. В январе 1999 подписал контракт с российским клубом «Алания» Владикавказ, за который отыграл два сезона. В ноябре 1999 калининградской транспортной прокуратурой на Жутаутаса было заведено уголовное дело за провоз незадекларированной суммы денег через литовскую границу. В июне 2000 получил тяжёлую травму глаза, но благодаря оперативному врачебному вмешательству зрение Жутаутаса не пострадало.
В январе 2001 вслед за главным тренером Валерием Газзаевым перешёл в московское «Динамо», где также провёл два года. В 2003—2004 годах играл в польском «Свите» Новы-Двур-Мазовецкий и литовском «Каунасе». Сезон-2005 вновь отыграл в «Алании». В следующем году играл в составе литовского «Атлантаса» Клайпеда. В январе 2007 заключил 1,5-годичный контракт с азербайджанским клубом «Хазар» Ленкорань, но в феврале 2008 был отчислен из команды за нарушение дисциплины.
Позже Жутаутас выступал за клубы «Банга» (2009), «Платаниас» (2009—2010, третий греческий дивизион), «Бергсой» (с 2011, третий норвежский дивизион).
В 1997—2005 провёл 25 матчей за сборной Литвы.